# Sancir
 (avril 2010).
Si vous disposez d'ouvrages ou d'articles de référence ou si vous connaissez des sites web de qualité traitant du thème abordé ici, merci de compléter l'article en donnant les références utiles à sa vérifiabilité et en les liant à la section « Notes et références ».
L'on dit d'un navire qu'il sancit lorsqu'il chavire par l'avant (cas général, un « soleil ») ou l'arrière (plus rare, une « lune » ou « cathédrale ») et non sur le côté,.
Compte tenu de la stabilité des bateaux dans le sens longitudinal, ceci n'est possible que dans des cas très rares où des forces exceptionnelles s'exercent sur le navire. 
Dans le cas des voiliers, la pression exercée sur le gréement et les voiles par le vent venant de l'arrière peut provoquer le départ au lof mais, dans des conditions de mer formée, si l'avant enfourne dans la vague qui le précède ou est malmené par une déferlante, la coque du bateau est brutalement arrêtée dans son erre et la force s'exerçant sur les voiles culbute l'ensemble.
Courant  sur les catamarans légers Hobie Cat, Tornado, Dart, etc. dès que les vents atteignent force 4 sur l'échelle de Beaufort, cet incident est souvent la conséquence d'un mauvais placement des équipiers, qui doivent se reculer et sortir au trapèze quand le vent monte. Cet accident est en revanche très exceptionnel sur des bateaux de croisière habitables aux latitudes tempérées.
Dans les navigations australes (surtout dans les cinquantièmes hurlants et soixantièmes mugissants), les vents dominants sont particulièrement et durablement violents. N'ayant pas d’obstacle, la mer devient très creuse et des amplitudes supérieures à 20 mètres sont couramment rapportées. Les navigateurs doivent veiller à la barre afin de parer à cette éventualité. Nombre de récits de coureurs du Vendée Globe ont relaté cet accident[réf. nécessaire]. Joshua Slocum en fut victime et l'a décrit dans son livre Seul autour du monde sur un voilier de onze mètres. 
Les conséquences sont généralement dramatiques pour le navire et son équipage. C'est la fortune de mer la plus redoutée par les marins[réf. nécessaire] car extrêmement violente, peu prévisible et destructrice.
Pour les navires à propulsion mécanique, seule l'action d'un tsunami ou d'une vague scélérate semble en mesure de provoquer ce type d'accident[réf. nécessaire]. Le film l'Aventure du Poséidon repose d'ailleurs sur ce genre d'argument bien que ce dernier, prenant la vague de travers, chavire latéralement. Dans la scène finale du film En pleine tempête, en revanche, si le bateau se retourne bien dans le sens longitudinal, on ne peut pas strictement le prendre en exemple pour sanci car le retournement se fait par l'action de la déferlante et non l'enfournement de l'avant du bateau. Laissons aux imaginatifs des studios de cinéma ces options car il semble rare que de telles vagues soient observées dans la réalité. Lors de la tempête de l'Halloween 1991 qui servit de base au scénario, la vague la plus forte enregistrée dépassait cependant 30 mètres.